# Diócesis de Boise City
La diócesis de Boise City (en latín: Dioecesis Xylopolitana y en inglés: Roman Catholic Diocese of Boise City) es una circunscripción eclesiástica de la Iglesia católica en Estados Unidos. Se trata de una diócesis latina, sufragánea de la arquidiócesis de Portland. Desde el 4 de noviembre de 2014 su obispo es Peter Forsyth Christensen.

## Territorio y organización
La diócesis tiene 221 514 km² y extiende su jurisdicción sobre los fieles católicos de rito latino residentes en el estado de Idaho.
La sede de la diócesis se encuentra en la ciudad de Boise, en donde se halla la Catedral de San Juan Evangelista.
En 2020 en la diócesis existían 51 parroquias.

## Historia
El vicariato apostólico del Territorio de Idaho fue erigido el 3 de marzo de 1868 con el breve Summi apostolatus del papa Pío IX, obteniendo el territorio de la arquidiócesis de Oregón City (hoy arquidiócesis de Portland). Incluía todo el Territorio de Idaho, que también consistía en ese momento en la parte de Montana al oeste de la cuenca de las Montañas Rocosas.
El 5 de marzo de 1883 cedió la porción de Montana al vicariato apostólico de Montana (hoy diócesis de Helena).
El 25 de agosto de 1893 el vicariato apostólico fue elevado a diócesis y asumió su nombre actual sobre la base del breve Romani Pontifices del papa León XIII. (en latín) Breve Romani Pontifices, en «Leonis XIII pontificis maximi acta», vol. XIII, p. 257
La nueva diócesis se convirtió en sufragánea de la arquidiócesis de Oregón City, que cambió su nombre por el de arquidiócesis de Portland en 1928.

## Estadísticas
Según el Anuario Pontificio 2021 la diócesis tenía a fines de 2020 un total de 202 690 fieles bautizados.
| Año                                                                             | Población            | Población | Población      | Sacerdotes | Sacerdotes    | Sacerdotes    | Bautizados por sacerdote | Diáconos permanentes | Religiosos | Religiosos | Parroquias |
| Año                                                                             | Bautizados católicos | Total     | % de católicos | Total      | Clero secular | Clero regular | Bautizados por sacerdote | Diáconos permanentes | Varones    | Mujeres    | Parroquias |
| ------------------------------------------------------------------------------- | -------------------- | --------- | -------------- | ---------- | ------------- | ------------- | ------------------------ | -------------------- | ---------- | ---------- | ---------- |
| 1950                                                                            | 27 701               | 524 873   | 5.3            | 78         | 61            | 17            | 355                      |                      | 17         | 388        | 50         |
| 1959                                                                            | 40 216               | 669 885   | 6.0            | 82         | 65            | 17            | 490                      |                      | 8          | 341        | 104        |
| 1966                                                                            | 47 791               | 700 000   | 6.8            | 104        | 86            | 18            | 459                      |                      | 13         | 328        | 59         |
| 1970                                                                            | 52 182               | 741 000   | 7.0            | 97         | 80            | 17            | 537                      |                      | 20         | 285        | 65         |
| 1976                                                                            | 64 499               | 820 000   | 7.9            | 105        | 80            | 25            | 614                      |                      | 31         | 200        | 66         |
| 1980                                                                            | 70 416               | 915 960   | 7.7            | 104        | 84            | 20            | 677                      | 12                   | 28         | 143        | 67         |
| 1990                                                                            | 70 942               | 1 012 000 | 7.0            | 107        | 85            | 22            | 663                      | 29                   | 28         | 123        | 71         |
| 1999                                                                            | 122 640              | 1 250 000 | 9.8            | 105        | 90            | 15            | 1168                     | 34                   | 6          | 103        | 58         |
| 2000                                                                            | 126 650              | 1 258 700 | 10.1           | 94         | 81            | 13            | 1347                     | 31                   | 18         | 99         | 57         |
| 2001                                                                            | 130 500              | 1 310 000 | 10.0           | 91         | 78            | 13            | 1434                     | 34                   | 17         | 94         | 57         |
| 2002                                                                            | 130 750              | 1 340 000 | 9.8            | 91         | 79            | 12            | 1436                     | 51                   | 17         | 99         | 57         |
| 2003                                                                            | 133 950              | 1 342 100 | 10.0           | 92         | 78            | 14            | 1455                     | 51                   | 21         | 96         | 55         |
| 2004                                                                            | 145 900              | 1 351 000 | 10.8           | 89         | 76            | 13            | 1639                     | 49                   | 20         | 95         | 51         |
| 2006                                                                            | 148 100              | 1 417 800 | 10.4           | 90         | 76            | 14            | 1645                     | 69                   | 20         | 91         | 51         |
| 2012                                                                            | 172 434              | 1 567 582 | 11.0           | 93         | 78            | 15            | 1854                     | 70                   | 20         | 75         | 52         |
| 2015                                                                            | 177 335              | 1 612 136 | 11.0           | 89         | 73            | 16            | 1992                     | 85                   | 19         | 66         | 52         |
| 2018                                                                            | 185 232              | 1 683 930 | 11.0           | 94         | 75            | 19            | 1970                     | 93                   | 22         | 61         | 50         |
| 2020                                                                            | 202 690              | 1 787 065 | 11.3           | 95         | 71            | 24            | 2133                     | 94                   | 35         | 53         | 51         |
| Fuente: Catholic-Hierarchy, que a su vez toma los datos del Anuario Pontificio. |                      |           |                |            |               |               |                          |                      |            |            |            |

## Episcopologio
- Louis Aloysius Lootens † (3 de marzo de 1868-27 de febrero de 1876 renunció)
  - Sede vacante (1876-1885)
- Alphonse Joseph Glorieux † (27 de febrero de 1885-25 de agosto de 1917 falleció)
- Daniel Mary Gorman † (8 de febrero de 1918-9 de junio de 1927 falleció)
- Edward Joseph Kelly † (19 de diciembre de 1927-21 de abril de 1956 falleció)
- James Joseph Byrne † (16 de junio de 1956-19 de marzo de 1962 nombrado arzobispo de Dubuque)
- Sylvester William Treinen † (19 de mayo de 1962-17 de agosto de 1988 retirado)
- Tod David Brown (27 de diciembre de 1988-30 de junio de 1998 nombrado obispo de Orange en California)
- Michael Patrick Driscoll † (18 de enero de 1999-4 de noviembre de 2014 retirado)
- Peter Forsyth Christensen, desde el 4 de noviembre de 2014